# Ростовское дерби
Ростовское дерби — футбольное дерби между командами клубов СКА и «Ростов» (до 2003 года — «Ростсельмаш»).

## История встреч
По причине того, что большую часть времени команды играли в разных дивизионах, очных встреч между ними состоялось немного. В советское время команды встречались в 1950 году в южной зоне чемпионата РСФСР и в период с 1986 по 1989 годы в Первой лиге, а в российской истории — в 2008 году в Первом дивизионе.
В кубковых турнирах СКА и «Ростов» встречались трижды — дважды в 1964 году в рамках Кубка СССР (так как в первом поединке была зафиксирована ничья, то матч был переигран на следующий день) и один раз в 2007 в рамках Кубка России.
Кроме того, ростовским дерби также назывались матчи между СКА и дублем «Ростсельмаша».

## Результаты

### Чемпионат
| Дата             | Стадион     | Результат | Турнир           |
| ---------------- | ----------- | --------- | ---------------- |
| 1950             | Ростсельмаш | 5:3       | Южная зона РСФСР |
| 20 апреля 1986   | Ростсельмаш | 2:0       | Первая лига СССР |
| 26 сентября 1987 | Ростсельмаш | 2:2       | Первая лига СССР |
| 9 октября 1988   | Ростсельмаш | 1:5       | Первая лига СССР |
| 14 октября 1989  | Ростсельмаш | 2:1       | Первая лига СССР |
| 6 ноября 2008    | Олимп-2     | 2:0       | Первый дивизион  |

| «Ростсельмаш»/«Ростов» | Ничья | СКА | ГЗ | ГП | ±  | Всего |
| ---------------------- | ----- | --- | -- | -- | -- | ----- |
| 4                      | 1     | 1   | 14 | 11 | +3 | 6     |

| Дата            | Стадион  | Результат | Турнир           |
| --------------- | -------- | --------- | ---------------- |
| 1950            | СКА СКВО | 1:1       | Южная зона РСФСР |
| 14 октября 1986 | СКА СКВО | 2:3       | Первая лига СССР |
| 13 июня 1987    | СКА СКВО | 3:1       | Первая лига СССР |
| 24 июня 1988    | СКА СКВО | 2:4       | Первая лига СССР |
| 3 июля 1989     | СКА СКВО | 2:2       | Первая лига СССР |
| 30 марта 2008   | Олимп-2  | 0:1       | Первый дивизион  |

| СКА | Ничья | «Ростсельмаш»/«Ростов» | ГЗ | ГП | ±  | Всего |
| --- | ----- | ---------------------- | -- | -- | -- | ----- |
| 1   | 2     | 3                      | 10 | 12 | -2 | 6     |

### Кубок СССР/Кубок России
| Дата         | Хозяева | Счёт | Гости       | Стадион     |
| ------------ | ------- | ---- | ----------- | ----------- |
| 5 июня 1964  | СКА     | 0:0  | Ростсельмаш | Ростсельмаш |
| 6 июня 1964  | СКА     | 2:1  | Ростсельмаш | Ростсельмаш |
| 27 июня 2007 | СКА     | 0:3  | Ростов      | СКА СКВО    |

| «Ростсельмаш»/«Ростов» | Ничья | СКА | Всего |
| ---------------------- | ----- | --- | ----- |
| 1                      | 1     | 1   | 3     |

### Общая статистика
| «Ростсельмаш»/«Ростов» | Ничья | СКА | Разница мячей | Всего |
| ---------------------- | ----- | --- | ------------- | ----- |
| 8                      | 4     | 3   | 29-15         | 15    |

## Достижения клубов-участников дерби

### Трофеи
|                         | Ростов           | СКА         |
| ----------------------- | ---------------- | ----------- |
| Обладатель Кубка СССР   | 0 раз            | 1 раз: 1981 |
| Обладатель Кубка России | 1 раз: 2013/2014 | 0 раз       |
| ВСЕГО                   | 1                | 1           |

### Прочие достижения
СКА
- Серебряный призёр чемпионата СССР (1): 1966
- Финалист Кубка СССР (2): 1969, 1971

Ростов
- Серебряный призёр чемпионата России (1): 2015/16
- Финалист Кубка России (1): 2003

## СКА против дубля «Ростсельмаша»
Кроме того, СКА в рамках первенства (1992, 1993, 1998, 1999) и Кубка России (1992/93) пересекался с дублем «Ростсельмаша» («Ростсельмаш»-д/«Ростсельмаш»-2) — также ростовское дерби.
9 матчей: 7 побед СКА, 2 победы «Ростсельмаша»-д (обе — в 1993 году).